# Siyavash

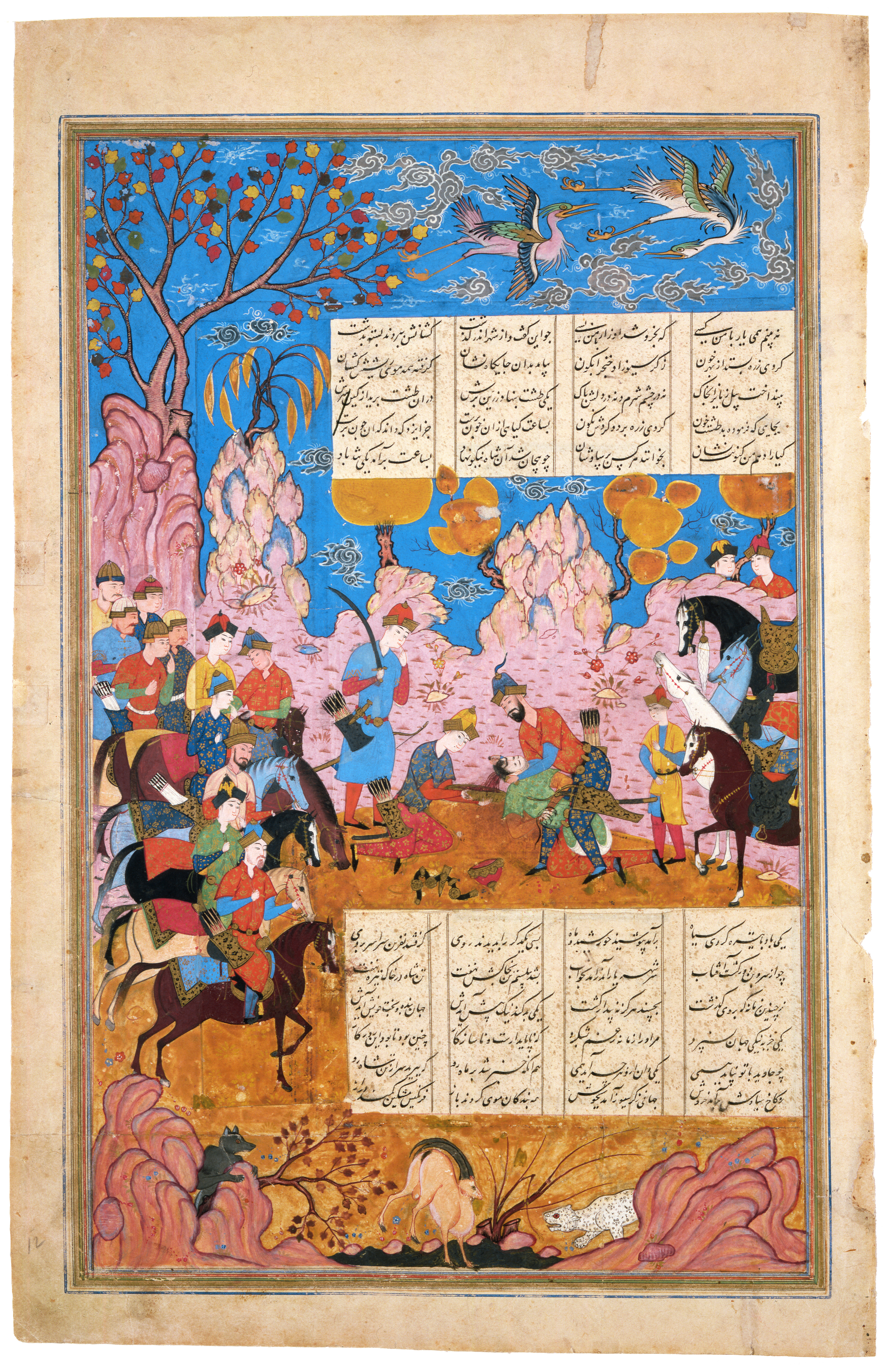
La muerte de Siyavash.

Siyavash o Siyāvash (en idioma persa: سياوش) o Siavush, Siavukhsh, Siavash, o Seyavash) es una importante figura en la obra épica de Ferdousi conocida como Shahnameh. Fue un príncipe legendario persa de la época más antigua del Imperio persa. Hijo de Kay Kawus, el shah de Irán en aquel tiempo, y debido a la traición de su suegra, Sudabeh —con quien se había negado a tener una relación sexual y a traicionar a su padre—, se exilió y fue muerto inocentemente por orden del rey Afrasiab de Turán. Más tarde, su hijo Kai Khosrow, tomó su venganza. Su nombre significa «Alguien con un caballo negro». Ferdousi en el Shahnameh denomina su caballo Shabrang Behzd (en persa: شبرنگ بهزاد) significando literalmente «Purasangre de color nocturno»). 
Siyavash es símbolo de inocencia en la literatura iraní. Su defensa de su propia castidad, el exilio autoimpuesto, la constancia en el amor por su esposa y la ejecución definitiva a manos de su anfitrión adoptivo se han entrelazado con la mitología y la literatura iraní en los últimos milenios. En la mitología persa, su nombre también está relacionado con el crecimiento de las plantas.

## Primeros tiempos

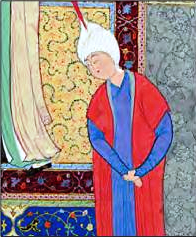
Pintura de Siyâvash en el Shahnameh de Shah Tahmasp.

Siyavash es el resultado de una violación del shah Kay Kawus, sin embargo, como su madre no es una aristócrata, el sah decide enviarlo desde su nacimiento a Rostam, el héroe máximo de la mitología iraní, a Zabol para entrenarlo en las artes militares. Cuando era un chico de doce años, Rostam le enseñó a montar a caballo, tirar al arco y servirse de un lazo. Otros le enseñaron a dirigirse en la corte, hacer la celebración de los festines, y mantener su papel regio. Cuando Siyavash era joven, se sentía inquieto de visitar a su padre Kay Kawus, y Rostam acompañó a su pupilo a la corte real.
Siyavash supo satisfacer perfectamente las exigencias del Kay Kawus y fue recibido calurosamente. En la residencia de Kay Kawus, Siyavash parecía bueno, y ya que prosperaba en todo, su padre le confió la carga de dirigir Tisfun. Pero una de las mujeres de su padre, Sudabeh, hija de Hamavaranshah, sintió pasión por él. Sudabeh habló con el sah elogiando el carácter de su hijo, pretendiendo que se casase con una de las jóvenes damas de ascendencia real bajo la atención de ella misma. Pidió que Siyavash fuera enviado al harén para ver a todas las chicas y escoger una como legítima esposa. El shah aprobó esta proposición y la transmitió al joven, pero este, que era modesto y sensible, sospecha en esta maniobra un artificio de Sudabeh y vaciló. Por orden del shah, Siyavash entró finalmente en el harén. En su primera visita no prestó atención a Sudabeh y fue directamente a las otras princesas que lo pusieron en un sillón de oro y hablaron con él por un tiempo.
Kay Kawus repitió su deseo de enviarlo a elegir una mujer del harén como esposa, pero se negó a ir. Sudabeh envió a Hirbad decir a Siyavash que ella misma estaba lista para matar a su marido, el sah, para convertirse en su legítima esposa, pero Siyavash rechazó esta propuesta. Una vez más repitió sus propuestas que fueron todas rechazadas, por lo que la esposa principal del shah cayó en un estado compulsivo; así perturbada, fingió una falsa acusación contra él, ante su marido. Creyendo que Siyavash había preferido a su mujer, el sah consideró que sólo la muerte podría expiar su crimen. Notó que las manos de Siyavash tenían olor a agua de rosas; entonces olió los vestidos de Sudabeh, que al contrario, olían fuertemente a vino. En respuesta a este descubrimiento, el rey resolvió el proceso con la muerte de Sudabeh, convencido de la falsedad de la acusación que lanzaba contra su hijo.
Finalmente, antes de nada, decidió probar la inocencia de Siyavash por la prueba del fuego; Siyavash se preparó a sufrir la terrible prueba a la que había sido condenado y tranquilizar a su padre. Un gran fuego fue encendido y el joven, llevando un casco y traje blanco se precipitó a través del fuego sobre su caballo negro. Cuando Siyavash cruzó sano y salvo, su inocencia quedó probada. Kawus fue ahora incitado a condenar a Sudabeh a muerte, no solo por su propia culpabilidad, sino también por haber expuesto a su hijo a tal peligro. Pero Siyavash intercedió por ella y Sudabeh no fue ejecutada.